# Famicom Titler
La Famicom Titler (ファミコンタイトラー) (aussi connu sous le nom de NES Editor (編集ファミコン, Henshuu Famicom)) est un appareil licencié par Nintendo compatible avec la Famicom et produit par Sharp en 1989. La console n'est sortie exclusivement qu'au Japon à un prix de vente de 43 000 yens. Elle a été le seul appareil compatible avec la Famicom à pouvoir créer un signal vidéo RVB, ainsi qu'à pouvoir créer un signal S-Video ; elle est également reconnue pour sa grande netteté d'image
,
. L'appareil servait aussi d'éditeur de sous-titres et il pouvait être utilisé en combinaison avec une caméra incluant un connecteur RF pour créer des vidéos de gameplay ou des démos.

## Vue d'ensemble
Créée pendant une période d'étroite association entre Sharp et Nintendo, la Famicom Titler est la troisième console conçue en coopération par ces deux firmes, leurs deux précédentes consoles conçues ensemble étant la C1 NES TV et la Twin Famicom, et la suivante étant la SF-1 SNES TV. La Famicom Titler a été le projet que Sharp avait tenté de créer d'appareil compatible avec la Famicom le plus technologiquement ambitieux. Il était le seul disponible dans le commerce à pouvoir créer un signal vidéo RVB, ce qui a été désigné comme la cause de sa grande clarté d'image par rapport aux autres consoles compatibles avec la Famicom. C'est la seule console compatible avec la Famicom qui peut sortir un signal vidéo S-Video. Elle dispose également d'un clavier et d'un écran tactile sensible à la pression des doigts qui permettent aux utilisateurs de créer des sous-titres directement sur l'écran pendant le jeu, et de ce fait de créer des démos.